# Una mariposa amarilla llamada esfinge
Una mariposa amarilla llamada esfinge (título original en francés: Un papillon jaune appelé Sphinx) es un drama epistolar del dramaturgo francés Christian Palustran, estrenado en 1988 en el Caveau de la Roëlle de Nancy por Patrick Schoenstein.El título alude a un broche que usa la profesora y al poema que le dedica el alumno desconocido en la trama.

## Argumento
La obra consta de treinta y tres cartas. Se dividen en tres partes que corresponden a los tres trimestres del año escolar. 
Un estudiante desconocido le escribe a su profesor de matemáticas para hacerle una pregunta de álgebra sobre “el infinito". El estudiante firma una X y le pide que deslice su respuesta en el montón de tareas que pasa de mano a mano después de la corrección. Al principio, ella se muestra muy reacia. Pero poco a poco ella disfruta de esta correspondencia.
Se sincera sobre sus problemas de disciplina con la clase, sobre el tratamiento antidepresivo que sigue, sobre su vida personal, sobre las razones por las que ya no usa un broche amarillo con forma de mariposa en su chaqueta.
Ella comienza a multiplicar las tareas para aumentar su correspondencia. Esto le mete en problemas con los padres y el director. En resumen, está bajo la influencia de X quien, al sentirlo, a veces permanece voluntariamente en silencio. Incapaz de soportarlo más, le pide que se revele.

## Análisis
Al escribir este texto, Christian Palustran declara que se ha propuesto un desafío, el de «escribir un drama hecho enteramente de cartas, con emociones, giros y vueltas, que mantengan al espectador en suspenso». Pero según la reseña del periódico L'Est Républicain: «Realmente no es un drama. Casi podríamos decir que se trata de una investigación policial epistolar». Por otra parte, Arielle Gondonneau, en la revista Vivre à Yvetôt, ve la pieza como «un drama íntimo donde fluyen los sentimientos turbulentos y complicados de la adolescencia, divididos entre la rebelión y el amor loco, entre la desesperación, disfrazada de modestia, y la arrogancia cínica». La obra no juzga ni al profesor ni al estudiante. Sólo cuenta cómo sus cartas cambiarán sus vidas.

## Recepción
Esta obra representó a Francia en 1988 en las Estivades IATA de Marche-en-Famenne, Bélgica.
En 1990 se representó en Bélgica, Charleroi y España, en el Festival Universitario de Valladolid, por el Théâtre du Belvédère; en 1991, se representó en el Centro Dramático Nacional para la Juventud (CDEJ ) de Lille (Francia), en una producción de François Gérard.
También se representó en varias ciudades de Francia,  y en particular en París, Espace Beaujon, en 2013, con la dirección de Nadine Hermet, así como en Mainvilliers-Chartres, con la dirección de Séverine Gaubert.
La obra fue traducida y representada en varios idiomas y países: en el 2003, en Rumania, en el Teatro de Baïa Mare, en una producción de Gavril Pinte, y en el 2006, en los Estados Unidos (Nueva York, New Loft Ensemble, 13e Street Repertory Theatre), bajo la dirección de Josh Edelman.
Se publicó en una edición trilingüe francés-inglés-italiano, y es una de las obras seleccionadas para representar el teatro francés contemporáneo en el libro Répertoire du théâtre contemporain de langue française, de Claude Confortès.
También ha sido transcrita al Braille.

## Publicaciones y traducciones
- Un papillon jaune appelé Sphinx
- A Yellow Butterfly Called Sphinx
- Una farfalla gialla chiamata Sfinge, La Fontaine, 2002. Edición trilingüe en francés, inglés e italiano[16]